# Liste der Nummer-eins-Hits in Kolumbien (2019)
Diese Liste der Nummer-eins-Hits in Kolumbien 2019 basiert auf den offiziellen Chartlisten der Promúsica Colombia. Die Charts basieren allein auf Musikstreaming.

## Singles
| ← 2018 ← | Liste der Nummer-eins-Hits in Kolumbien | Liste der Nummer-eins-Hits in Kolumbien                                       | Liste der Nummer-eins-Hits in Kolumbien                                                                                                   | 2020 →                    |
| \| Zeitraum \| Wo. ges. \| Interpret \| Titel Autor(en) \| Zusätzliche Informationen \| \| (Zeitraum, Wochen auf Platz eins, Interpret, Titel, Autor[en], zusätzliche Informationen) \| \| \| \| \| \| ----------------------------------------------------------------------------------------- \| -------- \| ----------------------------------------------------------------------------- \| ----------------------------------------------------------------------------------------------------------------------------------------- \| ------------------------- \| \| 9. November 2018 – 21. Februar 2019 15 Wochen \| 15 \| Pedro Capó feat. Farruko \| Calma (Remix) Pedro Capó, Carlos Efrén Reyes Rosado, George Noriega, Gabriel Edgar Gonzalez Perez, Franklin Jovani Martínez, Sharo Towers \| – \| \| 22. Februar 2019 – 28. Februar 2019 1 Woche \| 1 \| Anuel AA & Karol G \| Secreto Anuel AA, Ezequiel Rivera, Henry De la Prida, Karol G \| – \| \| 1. März 2019 – 28. März 2019 4 Wochen \| 4 \| Daddy Yankee feat. Snow \| Con calma Ramón Ayala, Darrin O’Brien, Juan Rivera \| – \| \| 29. März 2019 – 18. April 2019 3 Wochen \| 3 \| Dalex, Rafa Pabön & Dimelo Flow feat. Sech, Cazzu, Feid, Khea & Lenny Tavarez \| Pa mí (Remix) \| – \| \| 19. April 2019 – 27. Juni 2019 10 Wochen \| 10 \| Sech feat. Darell \| Otro trago Carlos Isaias, Morales Williams, Darell Castro \| – \| \| 28. Juni 2019 – 18. Juli 2019 3 Wochen \| 3 \| Tainy & Bad Bunny \| Callaita Benito Martinez \| – \| \| 19. Juli 2019 – 17. Oktober 2019 13 Wochen \| 13 \| Anuel AA, Daddy Yankee & Karol G feat. J Balvin & Ozuna \| China \| – \| \| 18. Oktober 2019 – 7. November 2019 3 Wochen \| 3 \| The Black Eyed Peas & J Balvin \| Ritmo (Bad Boys for Life) \| – \| \| 8. November 2019 – 21. November 2019 2 Wochen \| 2 \| Rauw Alejandro & Farruko \| Fantasias \| – \| \| 22. November 2019 – 27. Februar 2020 14 Wochen \| 14 \| Karol G & Nicki Minaj \| Tusa \| – \| |                                         |                                                                               | |                           |
| ← 2018 |                                         |                                                                               | | → 2020 →                  |
| Zeitraum | Wo. ges.                                | Interpret                                                                     | Titel Autor(en) | Zusätzliche Informationen |
| (Zeitraum, Wochen auf Platz eins, Interpret, Titel, Autor[en], zusätzliche Informationen) |                                         |                                                                               | |                           |
| 9. November 2018 – 21. Februar 2019 15 Wochen | 15                                      | Pedro Capó feat. Farruko                                                      | Calma (Remix) Pedro Capó, Carlos Efrén Reyes Rosado, George Noriega, Gabriel Edgar Gonzalez Perez, Franklin Jovani Martínez, Sharo Towers | –                         |
| 22. Februar 2019 – 28. Februar 2019 1 Woche | 1                                       | Anuel AA & Karol G                                                            | Secreto Anuel AA, Ezequiel Rivera, Henry De la Prida, Karol G                                                                             | –                         |
| 1. März 2019 – 28. März 2019 4 Wochen | 4                                       | Daddy Yankee feat. Snow                                                       | Con calma Ramón Ayala, Darrin O’Brien, Juan Rivera                                                                                        | –                         |
| 29. März 2019 – 18. April 2019 3 Wochen | 3                                       | Dalex, Rafa Pabön & Dimelo Flow feat. Sech, Cazzu, Feid, Khea & Lenny Tavarez | Pa mí (Remix) | –                         |
| 19. April 2019 – 27. Juni 2019 10 Wochen | 10                                      | Sech feat. Darell                                                             | Otro trago Carlos Isaias, Morales Williams, Darell Castro                                                                                 | –                         |
| 28. Juni 2019 – 18. Juli 2019 3 Wochen | 3                                       | Tainy & Bad Bunny                                                             | Callaita Benito Martinez | –                         |
| 19. Juli 2019 – 17. Oktober 2019 13 Wochen | 13                                      | Anuel AA, Daddy Yankee & Karol G feat. J Balvin & Ozuna                       | China | –                         |
| 18. Oktober 2019 – 7. November 2019 3 Wochen | 3                                       | The Black Eyed Peas & J Balvin                                                | Ritmo (Bad Boys for Life) | –                         |
| 8. November 2019 – 21. November 2019 2 Wochen | 2                                       | Rauw Alejandro & Farruko                                                      | Fantasias | –                         |
| 22. November 2019 – 27. Februar 2020 14 Wochen | 14                                      | Karol G & Nicki Minaj                                                         | Tusa | –                         |